# Coupe de la Ligue amateur Promosport
La coupe de la Ligue amateur Promosport est une compétition de football tunisienne mise en place en 2001 par la Fédération tunisienne de football. Elle ne concerne que les clubs évoluant en Ligue III et dans les ligues inférieures.
Les frais de cette coupe ainsi que les autres paiements sont couverts par la Société tunisienne de la promotion des sports, autrement connue sous le nom de Promosport Tunisie. Tous les gains sont dès lors reversés à cette société.
La coupe de la Ligue amateur Promosport est aussi connue sous les noms de coupe de la Ligue et du développement sportif, coupe de la Ligue et de la promotion du sport et coupe de la Ligue II.

## Historique
Dès sa création, cette coupe est associée à la Coupe de la Ligue tunisienne de football. Le rôle de cette dernière est d'évaluer les équipes de la Ligue I ; la coupe Promosport organise quant à elle des compétitions avec les équipes des Ligues II et III et des deux ligues amateurs (D1 et de deuxième division).
Durant la saison 2002-2003, l'Association Mégrine Sport bat La Palme sportive de Tozeur en finale (1-0) grâce à un but de Chortani[Qui ?] à la 94e minute. Durant la saison 2004-2005, l'Océano Club de Kerkennah (OCK) remporte la coupe en battant en finale l'Étoile sportive du Fahs, grâce aux buts d'Amin Ghorbal et Achraf Ben Moussa au stade Chedly-Zouiten de Tunis (2-1). À l'occasion de la finale de la saison 2005-2006, l'OCK bat le Kalâa Sport (2-0) grâce aux buts de Slim Charrad et Rami Bouaziz au stade Chedly-Zouiten.
En 2007, l'organisation de cette coupe, appelée à l'époque « coupe de la Ligue II », ainsi que de la Coupe de la Ligue tunisienne de football est arrêtée. Il faut attendre 2010 pour que l'organisation reprenne : la compétition est alors réhabilitée sous le nom de « coupe de la Ligue amateur Promosport » mais ne concerne que les clubs amateurs de la Ligue III et des ligues régionales. Après la révolution tunisienne de 2011, Promosport reprend l'organisation de cet événement sportif, promettant de poursuivre sa tâche.
Lors de la finale de l'édition 2011, organisée le 2 juillet au stade olympique d'El Menzah, les quatre premières équipes sont récompensées par des prix :
1. Kalâa Sport : 30 000 dinars et une médaille d'or après avoir battu l'Union sportive de Sbeïtla en finale (2-0)
2. Union sportive de Sbeïtla : 20 000 dinars, 10 000 dinars pour le meilleur club amateur de l'édition et une médaille d'argent
3. Océano Club de Kerkennah : 10 000 dinars et une médaille d'argent après avoir battu le Club de la cité Ettadhamen Tunis en petite finale (2-0)
4. Club de la cité Ettadhamen Tunis : médaille de la quatrième place

La finale de l'édition 2013 est disputée au stade olympique d'El Menzah entre la Mouldiet Manouba et l'Union sportive de Bousalem, la première remportant le titre sur un but de Houssem Mannai (1-0). L'Union sportive de Sbeïtla termine troisième après avoir battu l'Avenir sportif de Mohamedia dans le petite finale (2-0). Lors de l'édition 2014, l'Union sportive de Sbeïtla remporte la coupe aux dépens du tenant du titre, la Mouldiet Manouba, aux tirs au but (3-2), la rencontre s'étant achevée lors du temps réglementaire sur un nul (0-0) ; la petite finale voit la victoire de la Jeunesse sportive de La Soukra face à l'Espoir sportif de Haffouz (3-2). Durant la saison 2014-2015, le Stade africain de Menzel Bourguiba gagne la finale au stade Chedly-Zouiten contre l'Aigle sportif de Téboulba (2-0) grâce aux buts de Khaled Ben Chaabane à la 41e minute sur penalty et d'Anouar Sahbani à la 57e minute ; il reçoit 50 000 dinars et son adversaire 35 000. Les deux équipes qui perdent les demi-finales, l'Océano Club de Kerkennah et En-Nadi Ahli Bouhjar, gagnent une prime de 15 000 dinars chacune, cette édition ne comportant pas de match pour la troisième place.
En finale de la saison 2015-2016, l'Étoile sportive du Fahs bat l'Avenir sportif de La Soukra (1-0) grâce à un but de Haythem Hammami (110e minute après prolongations) au stade olympique d'El Menzah et gagne à cette occasion une prime de 50 000 dinars contre 25 000 pour son adversaire. Les deux équipes qui perdent les demi-finales, l'Avenir sportif d'Oued Ellil et l'Union sportive de Bousalem, gagnent une prime de 20 000 dinars chacune, cette édition ne comportant pas de match pour la troisième place.

## Palmarès
- 2001 : Club Ahly de Sfax
- 2002 : Club Ahly de Sfax
- 2003 : Association Mégrine Sport
- 2004 : Union sportive de Bousalem
- 2005 : Océano Club de Kerkennah
- 2006 : Océano Club de Kerkennah
- 2007 : Union sportive de Ben Guerdane
- 2008-2010 : non disputé
- 2011 : Kalâa Sport
- 2012 : Ennahdha sportive de Jemmal
- 2013 : Mouldiet Manouba
- 2014 : Union sportive de Sbeïtla
- 2015 : Stade africain de Menzel Bourguiba
- 2016 : Étoile sportive du Fahs
- 2017 : non disputé

## Palmarès par équipe
| Club                               | Siège            | Titres | Finales perdues | Années     |
| ---------------------------------- | ---------------- | ------ | --------------- | ---------- |
| Club Ahly de Sfax                  | Sfax             | 2      | 0               | 2001, 2002 |
| Océano Club de Kerkennah           | Kerkennah        | 2      | 0               | 2005, 2006 |
| Union sportive de Bousalem         | Bou Salem        | 1      | 1               | 2004       |
| Kalâa Sport                        | Kalâa Seghira    | 1      | 1               | 2011       |
| Mouldiet Manouba                   | Tunis            | 1      | 1               | 2013       |
| Union sportive de Sbeïtla          | Sbeïtla          | 1      | 1               | 2014       |
| Étoile sportive du Fahs            | El Fahs          | 1      | 1               | 2016       |
| Association Mégrine Sport          | Tunis            | 1      | 0               | 2003       |
| Union sportive de Ben Guerdane     | Ben Gardane      | 1      | 0               | 2007       |
| Ennahdha sportive de Jemmal        | Jemmal           | 1      | 0               | 2012       |
| Stade africain de Menzel Bourguiba | Menzel Bourguiba | 1      | 0               | 2015       |